# Reacción de Acree-Rosenheim
La reacción de Acree-Rosenheim es una prueba química que se utiliza para detectar la presencia de triptófano en proteínas. Se mezcla proteínas con formaldehído, se agrega ácido sulfúrico concentrado para formar dos capas. Aparece un anillo púrpura entre las dos capas si la prueba es positiva para triptófano.
La prueba fue nombrado después de dos grandes de la  bioquímica: Salomón Farley Acree (bioquímico estadounidense de la Universidad Johns Hopkins) y Sigmund Otto Rosenheim (un anglo-alemán médico y químico en la Universidad de Mánchester).